# Antonio Banderas
Antonio Banderas, pseudonimo di José Antonio Domínguez Bandera (Malaga, 10 agosto 1960), è un attore, regista e produttore cinematografico spagnolo.

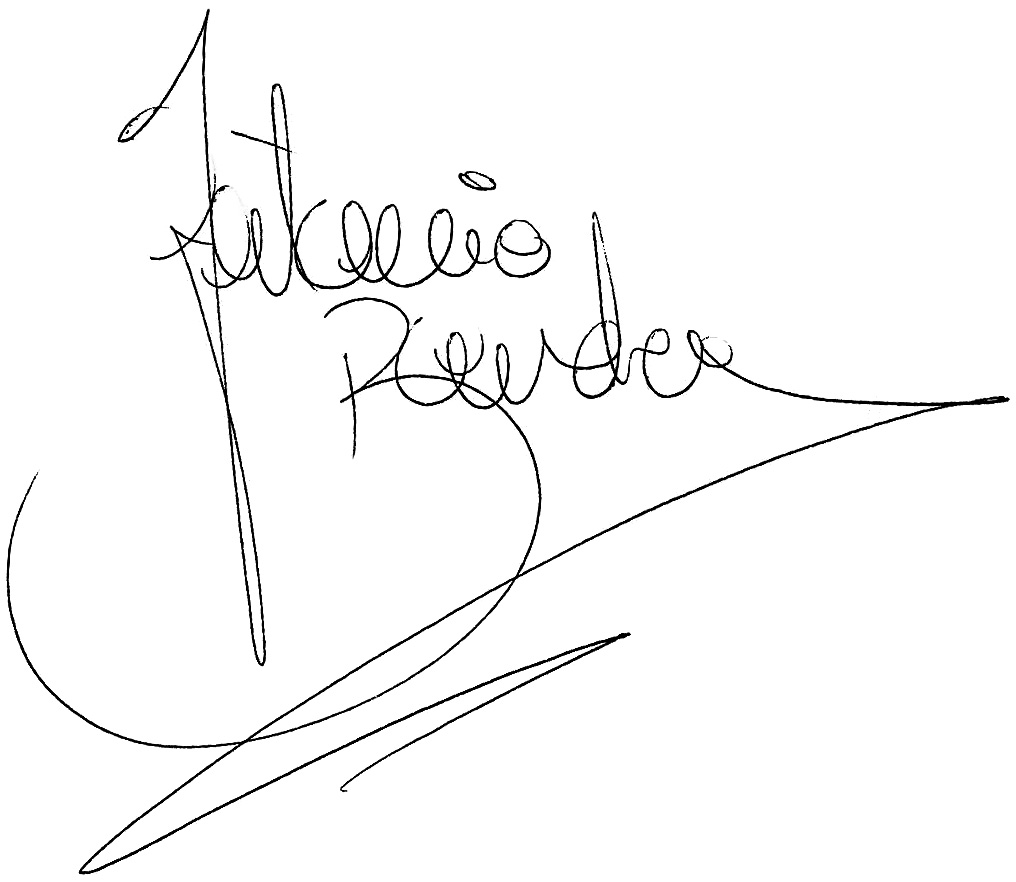
Firma di Antonio Banderas

Debutta come attore nel 1982 nel film Labirinto di passioni di Pedro Almodóvar, regista con il quale collabora in altri film, tra cui Matador del 1986, La legge del desiderio del 1987 ed i celebri Donne sull'orlo di una crisi di nervi, Rosita, non fuggire! e Légami!, che lo fanno conoscere al grande pubblico. Dopo numerose parti in importanti film hollywoodiani di successo come Intervista col vampiro, Philadelphia, Desperado, Evita, Four Rooms, raggiunge la definitiva consacrazione nel 1998 con il ruolo di Zorro nel film La maschera di Zorro e il suo sequel The Legend of Zorro (2005). Ha poi recitato in numerosi film di successo come C'era una volta in Messico e la saga di Spy Kids e dal 2004 è il doppiatore originale (e italiano) del Gatto con gli stivali nella saga di Shrek. Nel 2020, grazie alla performance in Dolor y gloria l'anno prima, riceve la sua prima candidatura per l'Oscar al miglior attore in vista della novantaduesima cerimonia.

## Biografia

### Gioventù
Nasce in Andalusia, figlio di un commissario di polizia e di un'insegnante. A causa di una frattura ad un piede, è costretto a rinunciare alla carriera da calciatore, restando comunque grande tifoso della squadra della sua città natale. Da sempre appassionato alla carriera teatrale, studia alla scuola d'arte drammatica di Malaga. Dopo aver studiato recitazione, a 19 anni si trasferisce a Madrid dove lavora come modello e cameriere, oltre che come attore teatrale.

### Carriera
Notato sul palcoscenico dal regista Pedro Almodóvar, debutta nel cinema nel 1982 col film Labirinto di passioni. Dopo alcune partecipazioni a film di secondo piano sempre di produzione spagnola, ritrova Almodóvar nei film Matador (1986), La legge del desiderio (1987), Donne sull'orlo di una crisi di nervi (1988; a regalargli la prima notorietà è questa pellicola), Légami! (1989), La pelle che abito (in cui è protagonista assoluto), e Dolor y gloria (ruolo che gli fa vincere il Prix d'Interprétation Masculine alla settantaduesima edizione del Festival di Cannes). Inoltre, sempre nel 1988, partecipa al film Intrighi e piaceri a Baton Rouge.
Nei primi anni novanta Hollywood si accorge di lui e quindi si trasferisce negli Stati Uniti. La prima produzione americana per Banderas è il film I re del mambo, che tuttavia non raccoglie il successo sperato. Riscuote maggiori consensi recitando nel celebre Philadelphia (1993), nel ruolo di Miguel, il compagno gay di Tom Hanks. Ulteriori successi sono La casa degli spiriti (1993) e Intervista col vampiro (1994), in cui recita con Tom Cruise e Brad Pitt. Nel film D'amore e d'ombra (1994), la regista venezuelana Betty Kaplan assegna a Banderas la sua prima parte da protagonista in lingua inglese e lo introduce definitivamente nel mondo di Hollywood.
Nel 1995 è protagonista con il ruolo di El mariachi nel film Desperado, diretto dall'amico Robert Rodriguez, recitando al fianco di Salma Hayek, che ottiene un grande successo e lo consacra al cinema hollywoodiano. Nella metà degli anni novanta i successi si susseguono con Two Much - Uno di troppo (1996), in cui recita con la futura moglie Melanie Griffith, Assassins (1995), al fianco di Sylvester Stallone, e col pluripremiato Evita (1996), diretto da Alan Parker, col quale ottiene una candidatura ai Golden Globe. Nel 1998 si conferma una delle maggiori stelle di Hollywood grazie al ruolo di Zorro ne La maschera di Zorro, di Martin Campbell, insieme a Catherine Zeta-Jones, vincendo un European Film Awards e ottenendo un'altra candidatura ai Golden Globe come miglior attore protagonista. Nel 1999 debutta come regista, dirigendo l'allora moglie Melanie Griffith nel film Pazzi in Alabama. Nello stesso anno partecipa come protagonista al film Il 13º guerriero, che tuttavia si rivela un fallimento al botteghino.

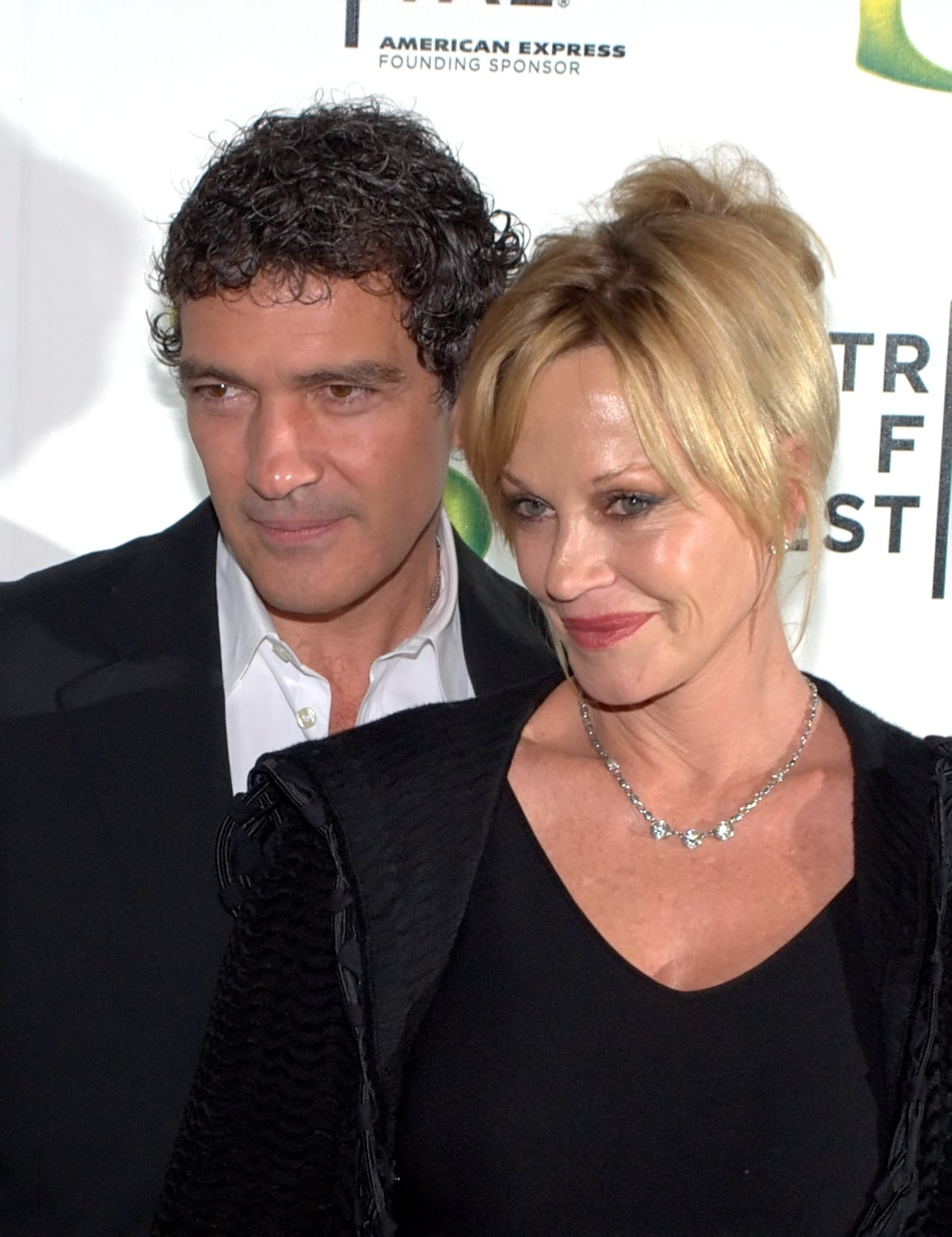
Antonio Banderas e la seconda moglie Melanie Griffith nel 2010

Dagli anni duemila continua a interpretare ruoli diversi tra loro: nel 2000 è protagonista del film Spy Kids, primo capitolo dell'omonima saga fantasy firmata da Robert Rodriguez. Prenderà parte anche ai sequel nel 2002, nel 2003 e in un cameo nel quarto del 2011, mentre nel 2002 è protagonista con Lucy Liu dello sfortunato action Ballistic, ricordato come uno dei più deludenti film del cinema. Nel 2003 lavora a Broadway, dove recita con successo nel musical Nine. Nello stesso anno torna a vestire i panni del Mariachi, nel film C'era una volta in Messico, nuovamente diretto da Robert Rodriguez, che riesce a replicare il successo del primo capitolo. Tuttavia, negli anni successivi, la sua carriera subisce una battuta d'arresto, a causa di alcuni passi falsi come The Legend of Zorro (2005), sequel del precedente successo del 1998, Ti va di ballare? e soprattutto Incontrerai l'uomo dei tuoi sogni (2010) di Woody Allen, in cui recita con Josh Brolin e Anthony Hopkins. Esordisce però nel mondo del doppiaggio, dove ottiene maggiore fortuna dal 2004 come voce del Gatto con gli Stivali nella saga di Shrek; a partire dal terzo capitolo Banderas ha anche doppiato il personaggio nella versione italiana.
Il ritorno nell'olimpo delle star di Hollywood avviene nel 2011 quando, dopo ben 22 anni, ritrova Almodóvar dietro la macchina da presa di La pelle che abito, presentato in concorso al Festival di Cannes. Nello stesso anno è protagonista del film Il principe del deserto, mentre nel 2012 lavora con Steven Soderbergh nel film Knockout - Resa dei conti. Dal 2012 al 2017 è testimonial del marchio italiano Mulino Bianco in coppia con la gallina Rosita, un animatrone. Nel 2013 partecipa al film Machete Kills diretto nuovamente dall'amico Robert Rodriguez, nel ruolo di uno dei Camaleonti. Nello stesso anno è nel cast del film I mercenari 3, insieme a Sylvester Stallone, Mel Gibson e Arnold Schwarzenegger. L'anno successivo è protagonista del fanta-thriller Automata. Nel 2015 riceve dalle mani di Pedro Almodóvar il Premio Goya alla carriera (Goya de Honor).
Nel 2019, alla settantaduesima edizione al Festival di Cannes, presenta il film Dolor y gloria, in cui è diretto da Pedro Almodóvar per l'ottava volta. Grazie a questo ruolo vince il Prix d'Interprétation Masculine e viene candidato come miglior attore per la novantaduesima cerimonia degli Oscar. Nel 2022 interpreta l'avido e spietato cacciatore di tesori Santiago Moncada, ultimo discendente della famiglia Moncada nel film Uncharted (diretto da Ruben Fleischer), recitando al fianco di Tom Holland, Mark Wahlberg e Tati Gabrielle. Nel 2023 dà il volto a Renaldo, amico di Indiana Jones nel film Indiana Jones e il quadrante del destino, diretto da James Mangold.

## Vita privata
È stato sposato dal 1987 al 1995 con l'attrice Ana Leza, da cui ha poi divorziato. Il 14 maggio 1996 ha sposato la collega statunitense Melanie Griffith. Dalla loro unione è nata una figlia, Stella (1996), che è apparsa con i genitori nel film Pazzi in Alabama (1999), diretto da Banderas stesso. Nel giugno 2014 la coppia ha annunciato la separazione, per poi divorziare ufficialmente nel luglio 2015. Dal 2015 è legato alla consulente finanziaria olandese Nicole Kimpel.
Il 26 gennaio 2017, a seguito di un malore cardiaco, ha subito un intervento per l'inserimento di tre stent.

## Filmografia

### Attore

#### Cinema
- Labirinto di passioni (Laberinto de pasiones), regia di Pedro Almodóvar (1982)
- Pestañas postizas, regia di Enrique Belloch (1982)
- Y del seguro... líbranos señor!, regia di Antonio del Real (1983)
- El caso Almería, regia di Pedro Costa Musté (1983)
- El señor Galíndez, regia di Rodolfo Kuhn (1983)
- I trampoli (Los Zancos), regia di Carlos Saura (1984)
- Réquiem por un campesino español, regia di Francesc Betriu (1985)
- La corte de Faraón, regia di José Luis García Sánchez (1985)
- Matador, regia di Pedro Almodóvar (1986)
- Puzzle, regia di Lluís Josep Comerón (1986)
- 27 horas, regia di Montxo Armendáriz (1986)
- Delirio d'amore (Delirios de amor), regia di Cristina Andreu, Luis Eduardo Aute, Antonio González-Vigil e Félix Rotaeta (1986)
- La legge del desiderio (La ley del deseo), regia di Pedro Almodóvar (1987)
- Así como habían sido, regia di Andrés Linares (1987)
- Donne sull'orlo di una crisi di nervi (Mujeres al borde de un ataque de nervios), regia di Pedro Almodóvar (1988)
- El placer de matar, regia di Félix Rotaeta (1988)
- Intrighi e piaceri a Baton Rouge (Baton Rouge), regia di Rafael Moleón (1988)
- Bajarse al moro, regia di Fernando Colomo (1988)
- Se ti dico che sono caduto (Si te dicen que caí), regia di Vicente Aranda (1989)
- La blanca Paloma, regia di Juan Miñón (1989)
- Légami! (¡Átame!), regia di Pedro Almodóvar (1989)
- Il vento del desiderio (Contra el viento), regia di Paco Periñán (1990)
- Terre nuove (Terra nova), regia di Calogero Salvo (1991)
- I re del mambo (The Mambo Kings), regia di Arne Glimcher (1992)
- Una mujer bajo la lluvia, regia di Gerardo Vera (1992)
- Spara che ti passa (¡Dispara!), regia di Carlos Saura (1993)
- La casa degli spiriti (The House of the Spirits), regia di Bille August (1993)
- Philadelphia, regia di Jonathan Demme (1993)
- D'amore e ombra (Of Love and Shadows), regia di Betty Kaplan (1994)
- Intervista col vampiro (Interview with the Vampire: The Vampire Chronicles), regia di Neil Jordan (1994)
- Promesse e compromessi (Miami Rhapsody), regia di David Frankel (1995)
- Desperado, regia di Robert Rodriguez (1995)
- Four Rooms, regia di Allison Anders, Alexandre Rockwell, Quentin Tarantino, Robert Rodriguez (1995)
- Assassins, regia di Richard Donner (1995)
- Mai con uno sconosciuto (Never Talk to Strangers), regia di Peter Hall (1995)
- Two Much - Uno di troppo (Two Much), regia di Fernando Trueba (1995)
- Evita, regia di Alan Parker (1996)
- La maschera di Zorro (The Mask of Zorro), regia di Martin Campbell (1998)
- Il 13º guerriero (The 13th Warrior), regia di John McTiernan (1999)
- White River Kid (The White River Kid) (1999)
- Incontriamoci a Las Vegas (Play It to the Bone), regia di Ron Shelton (1999)
- The Body, regia di Jonas McCord (2000)
- Spy Kids, regia di Robert Rodriguez (2001)
- Original Sin, regia di Michael Cristofer (2001)
- Femme fatale, regia di Brian De Palma (2002)
- Spy Kids 2 - L'isola dei sogni perduti (Spy Kids 2: Island of Lost Dreams), regia di Robert Rodriguez (2002)
- Frida, regia di Julie Taymor (2002)
- Ballistic (Ballistic: Ecks vs. Sever), regia di Kaos (2002)
- Immagini - Imagining Argentina (Imagining Argentina), regia di Christopher Hampton (2002)
- Missione 3D - Game Over (Spy Kids 3-D: Game Over), regia di Robert Rodriguez (2003)
- C'era una volta in Messico (Once Upon a Time in Mexico), regia di Robert Rodriguez (2003)
- The Legend of Zorro, regia di Martin Campbell (2005)
- Ti va di ballare? (Take the Lead), regia di Liz Friedlander (2006)
- Bordertown, regia di Gregory Nava (2006)
- Homeland Security (My Mom's New Boyfriend), regia di George Gallo (2008)
- L'ombra del sospetto (The Other Man), regia di Richard Eyre (2008)
- The Code (Thick as Thieves), regia di Mimi Leder (2009)
- Incontrerai l'uomo dei tuoi sogni (You Will Meet a Tall Dark Stranger), regia di Woody Allen (2010)
- The Big Bang, regia di Tony Krantz (2011)
- La pelle che abito (La piel que habito), regia di Pedro Almodóvar (2011)
- Spy Kids 4 - È tempo di eroi (Spy Kids: All the Time in the World), regia di Robert Rodriguez (2011) - cameo non accreditato
- Il principe del deserto (Black Gold), regia di Jean-Jacques Annaud (2011)
- Knockout - Resa dei conti (Haywire), regia di Steven Soderbergh (2011)
- Ruby Sparks, regia di Jonathan Dayton e Valerie Faris (2012)
- Gli amanti passeggeri (Los amantes pasajeros), regia di Pedro Almodóvar (2013) - cameo
- Machete Kills, regia di Robert Rodriguez (2013)
- I mercenari 3 (The Expendables 3), regia di Patrick Hughes (2014)
- Automata (Autómata), regia di Gabe Ibáñez (2014)
- SpongeBob - Fuori dall'acqua (The SpongeBob Movie: Sponge Out of Water), regia di Paul Tibbitt (2015)
- Knight of Cups, regia di Terrence Malick (2015)
- The 33, regia di Patricia Riggen (2015)
- Altamira, regia di Hugh Hudson (2016)
- Security, regia di Alain DesRochers (2017)
- Black Butterfly, regia di Brian Goodman (2017)
- La musica del silenzio, regia di Michael Radford (2017)
- Vendetta finale (Acts of Vengeance), regia di Isaac Florentine (2017)
- Bullet Head, regia di Paul Solet (2017)
- Gun Shy - Eroe per caso (Gun Shy), regia di Simon West (2017)
- La vita in un attimo (Life Itself), regia di Dan Fogelman (2018)
- Beyond the Edge - I maestri dell'illusione (Za graňju realnosti) regia di Francesco Cinquemani (2018)
- Dolor y gloria, regia di Pedro Almodóvar (2019)
- Panama Papers (The Laundromat), regia di Steven Soderbergh (2019)
- Dolittle, regia di Stephen Gaghan (2020)
- The New Mutants, regia di Josh Boone (2020)
- Finale a sorpresa - Official Competition (Competencia oficial), regia di Mariano Cohn e Gastón Duprat (2021)
- Come ti ammazzo il bodyguard 2 - La moglie del sicario (Hitman's Wife's Bodyguard) regia di Patrick Hughes (2021)
- Nome in codice: Banshee (Code Name Banshee), regia di Jon Keeyes (2022)
- The Enforcer, regia di Richard Hughes (2022)
- Uncharted, regia di Ruben Fleischer (2022)
- Indiana Jones e il quadrante del destino (Indiana Jones and the Dial of Destiny), regia di James Mangold (2023)
- Viaggio a Betlemme (Journey to Betlem), regia di Adam Anders (2023)
- Cult Killer, regia di Jon Keeyes (2024)
- Babygirl, regia di Halina Reijn (2024)
- Paddington in Perù (Paddington in Peru), regia di Dougal Wilson (2024)
- Clean Up Crew - Specialisti in lavori sporchi (The Clean Up Crew), regia di Jon Keeyes (2024)

#### Televisione
- La mujer de tu vida - serie TV, 1 episodio (1990)
- Cuentos de Borges - serie TV, 1 episodio (1993)
- Il giovane Mussolini, regia di Gianluigi Calderone - miniserie TV (1993)
- Pancho Villa, la leggenda (And Starring Pancho Villa as Himself), regia di Bruce Beresford - film TV (2003)
- Genius - serie TV (2018)

#### Documentari
- A letto con Madonna (Madonna: Truth or Dare) (1991)

### Doppiatore
- Shrek 2, regia di Andrew Adamson, Kelly Asbury e Conrad Vernon (2004)
- Shrek terzo (Shrek the Third), regia di Raman Hui e Chris Miller (2007)
- Shrek e vissero felici e contenti (Shrek Forever After), regia di Mike Mitchell (2010)
- Il gatto con gli stivali (Puss in Boots), regia di Chris Miller (2011)
- Zetman (narratore)
- Il gatto con gli stivali 2 - L'ultimo desiderio (Puss in Boots: The Last Wish), regia di Joel Crawford (2022)

### Regista
- Pazzi in Alabama (Crazy in Alabama), (1999)
- El camino de los ingleses (2006)

### Produttore
- Fiume bianco (The White River Kid) (2000)
- Missione 3D - Game Over (Spy Kids 3-D: Game Over), regia di Robert Rodriguez (2003)
- Justin e i cavalieri valorosi (Justin and the Knights of Valour), regia di Manuel Sicilia (2013)
- Automata (Autómata), regia di Gabe Ibáñez (2014)
- Finale a sorpresa - Official Competition (Competencia oficial), regia di Mariano Cohn e Gastón Duprat (2021) - produttore esecutivo

### Pubblicità
- Sanpellegrino Calze (1996-1997)
- Mulino Bianco (2012-2017)

### Discografia
- Evita (colonna sonora)

## Teatro

### Attore
- Nine, colonna sonora e testi di Maury Yeston, libretto di Arthur Kopit, regia di David Leveaux. Eugene O'Neill Theatre di Broadway (2003)
- Company, colonna sonora di Stephen Sondheim, libretto di George Furth, regia di Antonio Banderas. Soho CaixaBank di Malaga (2021)

### Regista
- A Chorus Line, colonna sonora di Marvin Hamlisch, testi di Edward Kleban, libretto di James Kirkwood Jr. e Nicholas Dante. Teatro del Soho CaixaBank di Malaga (2019)
- Company, colonna sonora di Stephen Sondheim, libretto di George Furth. Soho CaixaBank di Malaga (2021)

## Riconoscimenti
- Premio Oscar

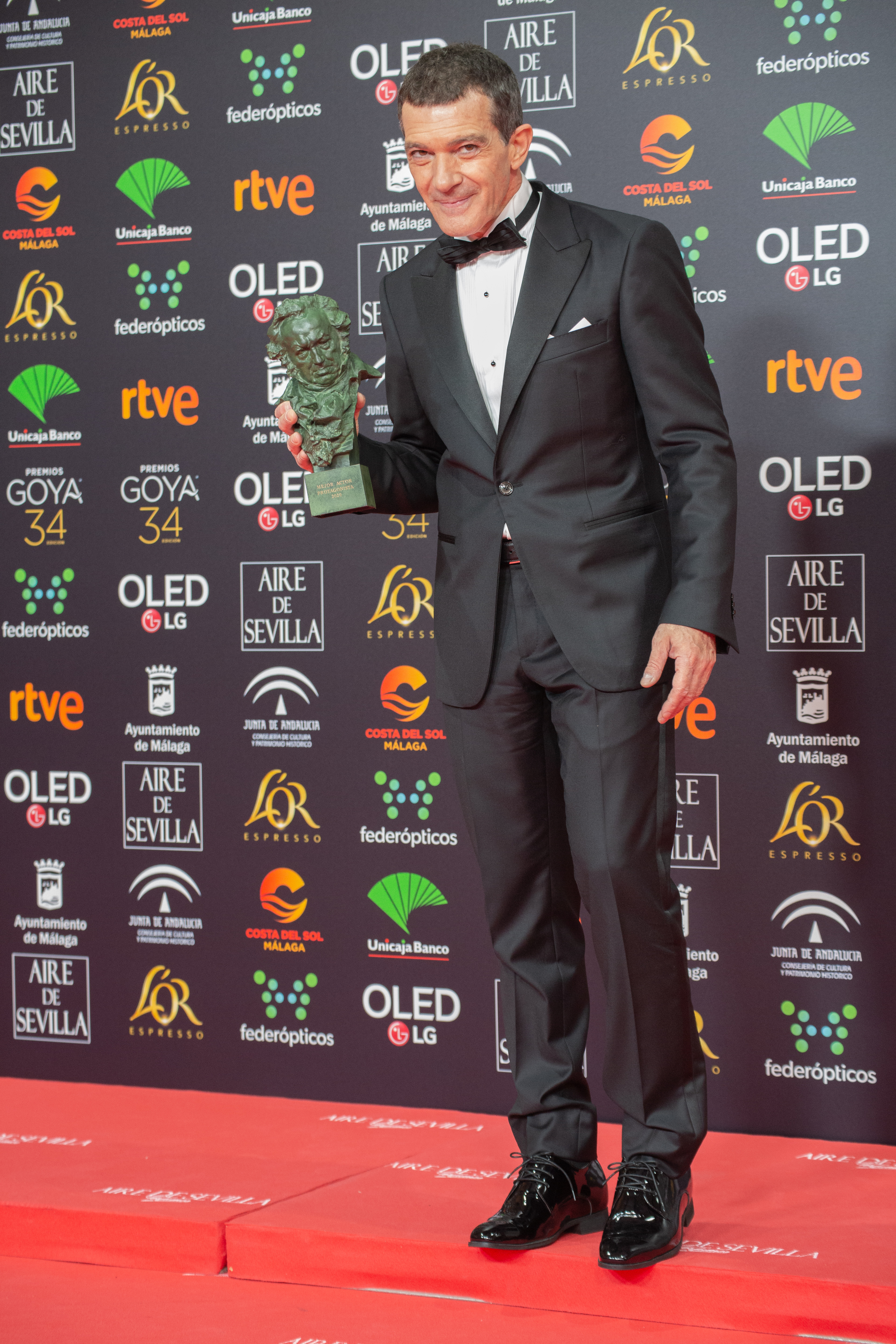
Antonio Banderas con il premio Goya vinto per Dolor y gloria

  - 2020 – Candidatura al miglior attore protagonista per Dolor y gloria[6]
- Golden Globe
  - 1997 – Candidatura al miglior attore in un film commedia o musicale per Evita
  - 1999 – Candidatura al miglior attore in un film commedia o musicale per La maschera di Zorro
  - 2004 – Candidatura al miglior attore in una mini-serie o film per la televisione per Pancho Villa, la leggenda
  - 2019 – Candidatura al miglior attore in una mini-serie o film per la televisione per Genius
  - 2020 – Candidatura al miglior attore in un film drammatico per Dolor y gloria
- Awards Circuit Community Awards
  - 2020 – Candidatura al miglior attore per Dolor y gloria[12]
- Chicago Film Critics Association Awards
  - 2019 – Candidatura al miglior attore per Dolor y gloria
- Critics' Choice Awards
  - 2020 – Candidatura al miglior attore per Dolor y gloria[13]
- European Film Awards
  - 1998 – Candidatura al miglior contributo europeo al cinema
  - 1999 – Miglior contributo europeo al cinema
  - 2019 – Miglior attore per Dolor y gloria[14]
- Festival di Cannes
  - 2019 – Prix d'interprétation masculine per Dolor y gloria
- New York Film Critics Circle Awards
  - 2019 – Miglior attore protagonista per Dolor y gloria[15]
- Premio Goya
  - 1987 – Candidatura al miglior attore non protagonista per Matador
  - 1991 – Candidatura al miglior attore protagonista per Légami!
  - 1997 – Candidatura al miglior attore protagonista per Two Much - Uno di troppo
  - 2012 – Candidatura al miglior attore protagonista per La pelle che abito
  - 2014 – Candidatura al miglior film d'animazione per Justin e i cavalieri valorosi
  - 2015 – Goya alla carriera
  - 2020 – Miglior attore protagonista per Dolor y gloria[16]
- Satellite Award
  - 2019 – Candidatura al miglior attore in un film drammatico per Dolor y gloria[17]
- San Francisco Film Critics Circle
  - 2019 – Miglior attore per Dolor y gloria
- Screen Actors Guild Award
  - 2019 – Candidatura al migliore attore in un film televisivo o mini-serie per Genius Picasso
- Tony Award
  - 2003 – Candidatura al miglior attore protagonista in un musical per Nine

## Doppiatori italiani
Nelle versioni in italiano delle opere in cui ha recitato, Antonio Banderas è stato doppiato da:
- Luca Ward in La casa degli spiriti, Mai con uno sconosciuto, Il 13º guerriero, Incontriamoci a Las Vegas, The Body, Immagini - Imagining Argentina, Homeland Security, L'ombra del sospetto, The Code, The Big Bang, Il principe del deserto, SpongeBob - Fuori dall'acqua (dialoghi), La musica del silenzio, Genius, The Enforcer, Viaggio a Betlemme
- Massimo Rossi in Spy Kids, Spy Kids 2 - L'isola dei sogni perduti, Frida, Missione 3D - Game Over, C'era una volta in Messico, Pancho Villa, la leggenda, Incontrerai l'uomo dei tuoi sogni, Ruby Sparks, Security, Black Butterfly, Gun Shy - Eroe per caso, Dolittle, Come ti ammazzo il bodyguard 2 - La moglie del sicario, Nome in codice: Banshee, Babygirl
- Francesco Pannofino in Donne sull'orlo di una crisi di nervi, Spara che ti passa, Intervista col vampiro, Promesse e compromessi, Assassins, Two Much - Uno di troppo, Original Sin, Femme fatale, Ballistic, Ti va di ballare?, Bordertown
- Antonio Sanna in Desperado, La maschera di Zorro, The Legend of Zorro, La pelle che abito, Knockout - Resa dei conti, Gli amanti passeggeri, I mercenari 3, Automata, The 33, Dolor y gloria, Finale a sorpresa - Official Competition
- Fabrizio Pucci in Four Rooms, White River Kid, Knight of Cups, Bullet Head, Panama Papers, Uncharted, Paddington in Perù
- Roberto Pedicini ne I re del mambo, D'amore e ombra, Clean Up Crew - Specialisti in lavori sporchi
- Oreste Baldini in Labirinto di passioni, Légami!
- Gianni Bersanetti in Matador
- Giovanni Petrucci ne La legge del desiderio
- Sandro Acerbo in Intrighi e piaceri a Baton Rouge
- Pino Ammendola in Terre nuove
- Massimo De Ambrosis in Philadelphia
- Emilio Bonucci ne Il giovane Mussolini
- Pasquale Anselmo in Machete Kills
- Claudio Moneta in SpongeBob - Fuori dall'acqua (canto)
- Andrea Ward in Altamira
- Natale Ciravolo in Vendetta finale
- Diego Suarez in Indiana Jones e il quadrante del destino
- Alessandro D'Errico in Cult Killer - La vendetta prima di tutto

Come doppiatore è stato sostituito da:
- Massimo Rossi in Shrek 2, Shrekkati per le feste, Shrekkato da morire
- Massimo Bitossi in Justin e i cavalieri valorosi
- Mauro Gravina in Nasonex
- Diego Suarez in Il gatto con gli stivali 2 - L'ultimo desiderio

In Shrek Terzo, Shrek e vissero felici e contenti, Il gatto con gli stivali e Il gatto con gli stivali: I Tre Diablos doppia sia la versione in inglese che quella in italiano, oltre a quella spagnola.